# پیرو مارانی (بازیکن فوتبال)
پیرو مارانی (انگلیسی: Piero Mariani؛ زادهٔ ۴ دسامبر ۱۹۱۱) بازیکن فوتبال اهل ایتالیا است.
از باشگاه‌هایی که در آن بازی کرده‌است می‌توان به باشگاه فوتبال اینتر میلان، باشگاه فوتبال تورینو، باشگاه فوتبال بولونیا، باشگاه فوتبال برشا، باشگاه فوتبال ونتزیا، باشگاه فوتبال پادوا، باشگاه فوتبال بنونتو، و باشگاه فوتبال نووارا اشاره کرد.